# Jules Hervé-Mathé
Pour les personnes ayant le même patronyme, voir Mathé.
Jules Alfred Hervé-Mathé est un peintre français, né le 8 février 1868 à Saint-Calais-du-Désert et mort le 3 mars 1953 en Mayenne.
Il était directeur de l'École d'arts appliqués du Mans.

## Biographie
Jules Hervé-Mathé est le fils de Léon Florent Hervé et Marie Luquet, mariés à Couptrain en 1856. Il épouse le 15 juin 1905 au Mans Berthe Marie Mathé.
Il perd son père en 1881. Sa mère décide alors de retourner sous le toit paternel avec ses trois enfants à Langres. Jules Alfred Hervé y poursuit sa scolarité et y fréquente l'école de dessin, d'excellente renommée.
Il est élève de Jean-Paul Laurens, Benjamin-Constant, Marcel Baschet et Albert Maignan. Pour financer ses cours, il dessinait les fortifications langroises pour le Génie militaire. 
Il est sociétaire à Paris, du Salon des artistes français dès 1909. Il dirigea l'école d’Art appliqué du Mans à partir de 1899, et ceci pendant 35 ans. En 1914, il est mobilisé comme dessinateur sur le front, il dessine sous les obus de nombreuses scènes de guerre (conservées à Paris au musée de l’Armée). 
Après la Première Guerre mondiale, il intensifie sa production de paysages et de marines. Il tombe amoureux des côtes bretonnes, exécutant des marines, des portraits des pêcheurs, montrant l’animation des ports de Cornouaille, peignant dans une palette équilibrée.
Il séjourne en 1920 à l’Ile-de-Bréhat. En 1922, il séjourne à Perros-Guirec et Ploumanac'h, et il se rend tous les ans en Bretagne. À partir de 1925, il va fréquenter Concarneau pendant quatre ans. En 1927, il va peindre la vie des pêcheurs à Audierne. En 1930, il séjourne à Douarnenez et Tréboul, puis à Camaret l’année suivante. Il ne pourra plus revenir en Bretagne du fait de la Seconde Guerre mondiale.

## Collections publiques

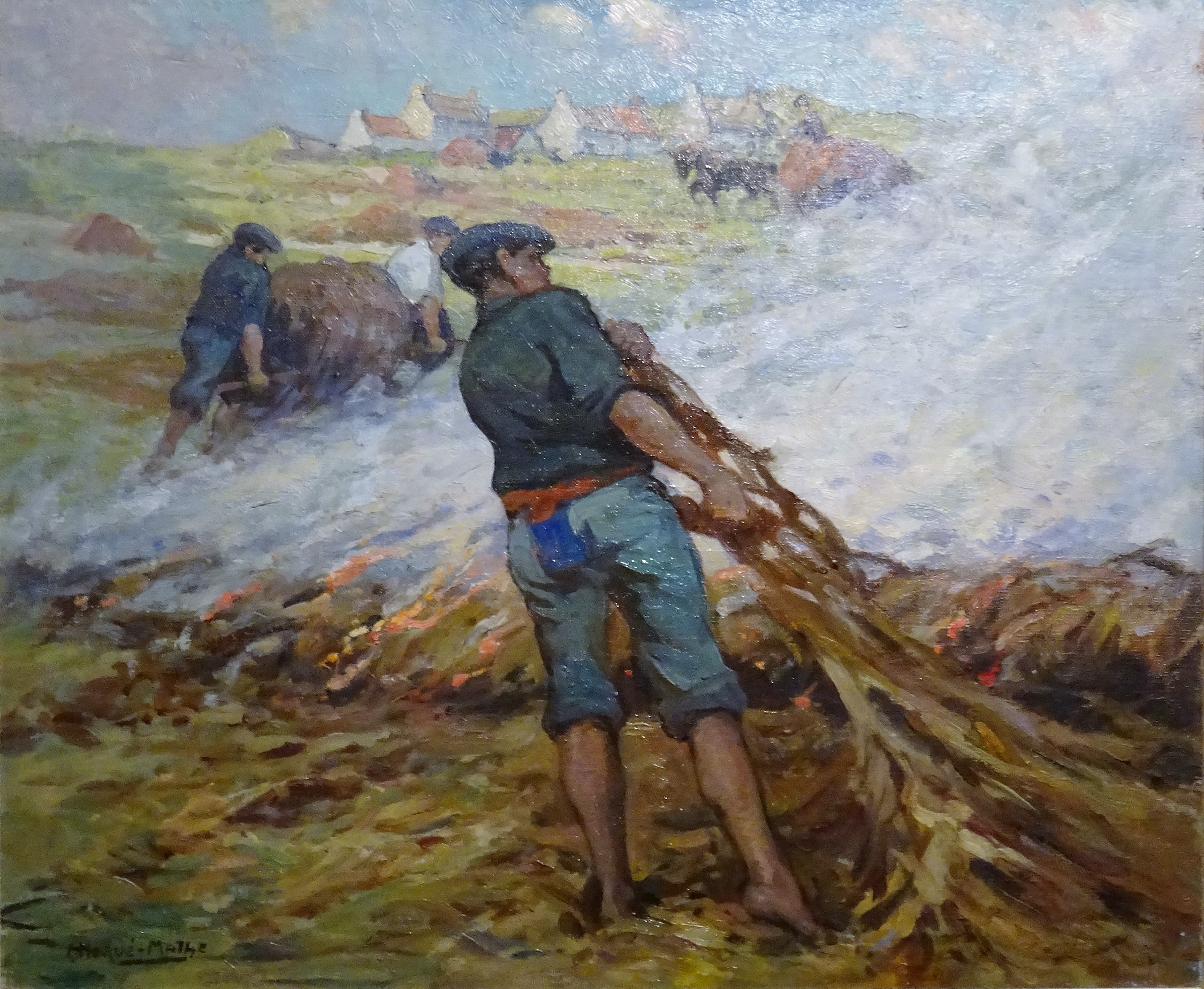
Jules Hervé-Mathé : Les brûleurs de goémon à Carantec (vers 1926).

Musées : Annecy, Épinal, Langres, Laval, Le Mans, Paris, Sablé, Saint Brieuc, Washington, Noyon et dans des musées parisiens.
- Musée des Beaux-Arts de Brest[1]: 
  - Pêcheurs à Concarneau, 1925, huile sur toile, 96,8 × 51,3 cm,
  - Le Lavoir à Concarneau, huile sur toile, 114,5 × 146 cm,
  - Port d'Audierne, 1931, huile sur toile, 97 × 130 cm,
  - Le fond du port de Tréboul, 1934, huile sur toile, 96,8 × 130,4 cm.
- Musée d'Art et d'Histoire de Langres[2]:
  - Le Coutelier, huile sur toile, 90 × 66 cm
  - Atelier de coutelier, 1895, huile sur toile, 61 × 50 cm
  - Jeune fille en rouge, huile sur toile
  - La belle blonde, huile sur toile
  - La Mère de l'artiste, huile sur toile
  - La Dame en blanc - Portrait de Mlle BM, huile sur toile
  - Le Puits de la Maison Renaissance à Langres, huile sur toile
  - Le Cloître de la Cathédrale de Langres, huile sur toile
  - Chemin de Bize (1924) Haute-Marne, huile sur bois
  - Ruisseau sous bois à Bize Haute-Marne, huile sur bois
  - Ruisseau sous bois à Bize Haute-Marne, 1924, huile sur toile
  - Bize Haute-Marne (recto), huile sur carton
  - La Fontaine de la Grenouille à Blanchefontaine (Langres), huile sur bois
  - Ferme en Haute-Marne, huile sur toile
  - Plateau de Langres, Vallée de la Bonnelle, huile sur carton
  - Langres: La Vallée de la Bonnelle, huile sur toile, 82 × 100 cm
  - Neuilly l'Évêque 1935, huile sur toile
  - Les Filets bleus - Bretagne, huile sur toile
  - A Concarneau - Bretagne, huile sur toile
  - Paysage de Montagne, 1920,  huile sur toile, 81 × 65 cm
  - Nature morte, recto, huile sur carton, 19 × 27 cm
  - Paysage langrois, verso, huile sur bois, 19 × 27 cm

- Paris, Musée de l'Armée

- Musée de la Contemporaine, Nanterre  (ex-Musée des deux Guerres Mondiales à Paris) :
  - 49 oeuvres: inventaire en ligne
- Le Bourget, musée de l'Air et de l'Espace.
- Musée d'Annecy : La Vallée de l'Arve, huile sur toile, 150 × 100 cm.
- Musée de Brest
- Musée de Laval
- Musée de Saint-Brieuc
  - Bruleur de Goëmon à Carantec, huile sur toile, 100 × 130 cm ;
  - Grande marine et coucher de soleil, huile sur toile, 140 × 180 cm.
- Washington, National Air and Space Museum : Portrait de Wilbur Wright, 1908, huile sur toile.
- Mairie de Sablé-sur-Sarthe
- Mairie de Vichy
- Conseil général de la Sarthe :
  - Le Port de Concarneau ;
  - La Plage de Camaret ;
  - Canal de Fillé (Sarthe).
- Musée du Mans :
  - La Robe blanche
  - L'Artiste et sa femme
  - Marée montante le soir à Ploumanach, 1922,
  - La Fin du jour à Rouillon (Sarthe)
  - Le vieux pont de Pontlieue au Mans (Pont des Vendéens)
  - Rue derrière l'église Saint Benoit au Mans
  - Le Moulin d'Enfer au Mans
  - Les Étangs de Loudon (Sarthe), 1943,
  - Mare au château de Roullon (Sarthe)
  - L'Escalier de la Grande Poterne au Mans
  - L'Explosion du pont en X au Mans
  - Place de l'Hôpital au Mans
  - Rue de la Verrerie (Vieux-Mans)
  - L'Hôtel de Vaux-le-Mans, demeure de l'artiste, 1943, huile sur toile.

## Élèves
- Théodore Louis Boulard (1887-1961)

## Expositions
- Jules Hervé-Mathé et Jules-René Hervé, deux peintres, deux collections[3], Langres, musée d'art et d'histoire, du 18 mai au 22 septembre 2019.